# Alue Bu Jalan
Alue Bu Jalan is een bestuurslaag in het regentschap Aceh Timur van de provincie Atjeh, Indonesië. Alue Bu Jalan telt 1184 inwoners (volkstelling 2010).